# Prix Goullet-Fogler
Pour les articles homonymes, voir Goullet et Fogler.
Le Prix Goullet-Fogler est une épreuve de cyclisme sur piste annuelle disputée au Vélodrome d'hiver de Paris. Il s'agit d'une course à l'américaine organisée en l'honneur du duo Alfred Goullet et Joe Fogler, première équipe à remporter les Six Jours de Paris en 1913.
Le format de la course (100 km, 80 km, 2 h, 3 h) a varié au cours du temps.

## Palmarès
| Année                      | Vainqueur                             | Deuxième                           | Troisième                          |
| -------------------------- | ------------------------------------- | ---------------------------------- | ---------------------------------- |
| 1926                       | Aloïs De Graeve Denis Verschueren     | Pierre Rielens Émile Tollembeck    | André Marcot Joseph Baron          |
| 1927 (Février)             | Alfred Letourneur Georges Faudet      | Alfredo Binda Domenico Piemontesi  | Georges Vandenhove René Vandenhove |
| 1927 (Novembre) sur 80 km  | Alfred Letourneur Paul Broccardo      | Joseph Baron Georges Rouyer        | Lucien Choury Maurice Bonney       |
| 1928 sur 100 km            | Lucien Choury Louis Fabre             | Henri Suter Emil Richli            | Georges Faudet Gabriel Marcillac   |
| 1929 sur 2 h               | Charles Pélissier André Leducq        | Alfred Hamerlinck Arsène Dossche   | Jef Wauters René Vermandel         |
| 1930 sur 100 km            | Alexandre Raes Raymond Decorte        | Charles Pélissier André Leducq     | Lucien Louet André Mouton          |
| 1931 sur 100 km            | Adolphe Charlier Roger Deneef         | Henri Lemoine Maurice Lemoine      | Alexandre Raes Albert Billiet      |
| 1932                       | Jean Aerts Omer Debruyckere           | Marcel Guimbretière Emil Richli    | Albert Buysse Albert Billiet       |
| 1933 sur 3 h               | Learco Guerra Raffaele Di Paco        | Charles Pélissier Émile Diot       | Jean Aerts Adolphe Charlier        |
| 1934 sur 3 h               | Henri Lemoine Octave Dayen            | Learco Guerra Domenico Piemontesi  | Adolphe Charlier Roger Deneef      |
| 1935 sur 100 km            | Antonin Magne Charles Pélissier       | Jean Aerts Albert Buysse           | Émile Bruneau Albert Billiet       |
| 1936 sur 100 km            | Willy Falck Hansen Erland Christensen | Fernand Wambst Achille Samyn       | Antonin Magne Charles Pélissier    |
| 1937 sur 100 km            | Jacques Girard Jean Goujon            | Antonin Magne Amédée Fournier      | Jules Rossi Cesare Moretti Jr      |
| 1938 sur 100 km            | Émile Diot Fernand Wambst             | Charles Pélissier Amédée Fournier  | Albert Buysse Albert Billiet       |
| 1939                       | Non-disputé                           |                                    |                                    |
| 1940 sur 100 km            | Émile Ignat Jean Goujon               | Georges Speicher Amédée Fournier   | Louis Aimar Daniel Dousset         |
| 1941-1944                  | Non-disputé                           |                                    |                                    |
| 1945 sur 3 h               | Émile Ignat Robert Chapatte           | Émile Idée André Blanchet          | Arthur Sérès Guy Lapébie           |
| 1946                       | Non-disputé                           |                                    |                                    |
| 1947                       | Marcel Guimbretière Roger Le Nizerhy  | Jean Goujon Roger Reynes           | Albert Goutal Henri Surbatis       |
| 1948 (Janvier) sur 3 h     | Ernest Thyssen Maurice Depauw         | Marcel Kint Rik Van Steenbergen    | Arthur Sérès Guy Lapébie           |
| 1948 (Décembre) sur 100 km | Émile Carrara Raymond Goussot         | Raymond Louviot Victor Pernac      | Gerrit Peters Kees Pellenaars      |
| 1949 sur 100 km            | Georges Roux Jean Pieters             | Jean Goujon Roger Le Nizerhy       | Georges Delescluse Jean Le Nizerhy |
| 1950                       | Non-disputé                           |                                    |                                    |
| 1951                       | Roger Godeau Marcel Bareth            | Arthur Sérès Roger Le Nizerhy      | Bernard Bouvard Henri Surbatis     |
| 1952 sur 100 km            | Gerrit Schulte Gerrit Peters          | Roger Godeau Raymond Goussot       | Robert Mignat Marcel Bareth        |
| 1953 sur 100 km            | Émile Carrara Georges Senfftleben     | Achiel Bruneel Rik Van Steenbergen | Oscar Plattner Ferdinando Terruzzi |
| 1954-1956                  | Non-disputé                           |                                    |                                    |
| 1957                       | Willy Lauwers Arsène Ryckaert         | Henri Andrieux André Boher         | Edi Gieseler Manfred Donicke       |
| 1958                       | Pierre Brun Dominique Forlini         | Wim van Est Jan Plantaz            | Peter Post Roger Hassenforder      |